# حمود الصباح
حمود بن صباح بن جابر بن عبد الله الصباح (1852 - 1901)؛ أحد أبناء حاكم الكويت الرابع الشيخ صباح بن جابر بن عبد الله الصباح. كان أحد قادة الجيش الكويتي في عهد أخيه الشيخ مبارك الصباح، اشترك في معركة الصريف وقتل فيها وذلك في 18 مارس 1901.

## السيرة الشخصية
هو الشيخ حمود بن صباح بن جابر بن عبد الله بن صباح، أحد أبناء حاكم الكويت الرابع الشيخ صباح بن جابر بن عبد الله الصباح ووالدته هي موزه بنت داود بن سليمان الجاسم (الزايد)، وقد عمرت حتى أدركت مقتله في معركة الصريف، وهو أخ غير شقيق للشيخ مبارك الصباح، وزوجته موزة بنت دعيج الجابر الصباح، وإخوته الأشقاء هم جابر الذي تأمر على جزيرة فيلكا وهيا وسبيكة، وكان صاحب شخصية مستقلة تتميز بالشجاعة والإقدام والثقافة وكان له دورًا بارزًا في الحياة السياسية والعسكرية للكويت.